# Entomophthoromycotina
Entomophthoromycotina es una subdivisión de hongos que pueden ser saprotrófos o parásitos de animales y plantas.
Tradicionalmente se clasifican como una subdivisión dentro la parafilética división Zygomycota, pero las clasificaciones filogenéticas le clasifican en la división Zoopagomycota la cual es monofilética.